# Bioče (stacja kolejowa)
Bioče (czarn. Жељезничка станица Биоче, Željeznička stanica Bioče) – stacja kolejowa w miejscowości Bioče, w gminie Podgorica, w Czarnogórze.
Stacja znajduje się na ważnej magistrali Belgrad – Bar, na północ od miejscowości.

## Linie kolejowe
- Linia Belgrad – Bar